# Ardie
Ardie is een historisch Duits motorfietsmerk. Ardie Motoren Werk AG, Neurenberg (1919-1958).
Het was een Duitse fabriek die werd opgericht door Arno Dietrich, die eerst bij de Britse Premier-fietsfabriek en later in Neurenberg bij TWN had gewerkt. Toen hij voor zichzelf begon maakte hij eerst een 288 cc tweetakt motorfiets. In 1922 verongelukte Dietrich bij een proefrit.
Het bedrijf werd in 1923 overgenomen door Leopold Bendit. Vanaf 1925 kwamen er veel verschillende modellen van 350 cc. Bendit schakelde over op viertaktblokken en vanaf 1929 verschenen er modellen van 350- tot 1000 cc. De motorblokken kwamen ook niet meer uit de eigen fabriek, maar van JAP, met versnellingsbakken van Burman en carburateurs van Binks.
In de jaren dertig werden ook weer lichte tweetakten vanaf 123 cc gemaakt met Sturmey-Archer- en Sachs-inbouwmotoren. Door de economische crisis en de hoge invoerrechten op buitenlandse motorblokken ging men in 1934 alleen nog Duitse motoren van Bark en Küchen gebruiken. De Joodse familie Bendit had al in 1932 hun belang in Ardie verkocht en was naar de Verenigde Staten geëmigreerd. De aandelen werden overgenomen door Hans Barthel. Ook voormalig Ardiedealer Franz Diller trad toe tot de leiding van het bedrijf. Hij was een tweetaktspecialist. Ardie zou dus weer zelf ontwikkelde tweetaktmotoren gaan gebruiken.
Vanaf 1935 bouwde men de door Franz Diller en Norbert Riedel ontwikkelde vlakzuiger tweetakt met kruisspoeling in, in de inhouden 124-, 172-, 194-, 244- en 344 cc.
In de Tweede Wereldoorlog werd de productie stilgelegd om plaats te maken voor oorlogsproductie. Pas in 1948 mochten er van de geallieerden weer motorfietsen tot 250 cc worden gemaakt.
Waarschijnlijk was Leo Bendit intussen weer adviseur voor het merk (en was de familie Barthel door de geallieerden uit het bedrijf gezet). In het begin van de jaren vijftig ontstond samenwerking met het merk Dürkopp, ook eigendom van de familie Barthel, die ook Ardie weer terugkochten. Bovendien kwam dr. Paul Noack die nieuwe motorblokken ontwikkelde. Veel modellen werden door beide fabrieken geproduceerd en onder eigen merknaam verkocht (zie badge-engineering). Er werden nog verschillende modellen tot 350 cc geproduceerd, maar de teruglopende verkopen dwongen beide merken over te schakelen op bromfietsen.
In 1956 werd de productie beëindigd, maar de verkoop liep nog tot 1958 door.

## Spot- en bijnamen
In Duitsland: Minimax voor de modellen van rond 1920, door de rode kleur waardoor de machines deden denken aan brandblussers van het merk Minimax.